# Elatostema longicaudatum
Elatostema longicaudatum là loài thực vật có hoa trong họ Tầm ma. Loài này được Grierson & D.G.Long mô tả khoa học đầu tiên năm 1982.